# Sergio Corino
Sergio Corino Ramón (ur. 10 października 1974 w Bilbao) – hiszpański piłkarz występujący na pozycji obrońcy. 

## Kariera klubowa
Corino karierę rozpoczynał w 1993 roku w Bilbao Athletic, będącym rezerwami Athleticu Bilbao i grającym w Segunda División. Na początku 1996 roku został wypożyczony do Méridy z Primera División. W lidze tej zadebiutował 7 stycznia 1996 w zremisowanym 2:2 meczu z Realem Madryt. 28 stycznia 1996 w przegranym 1:4 pojedynku z Valencią strzelił pierwszego gola w Primera División. W sezonie 1996/1997 Corino stał się zawodnikiem pierwszej drużyny Athletiku, również występującej w Primera División. Kolejne dwa sezony spędził na wypożyczeniu w także pierwszoligowej Salamance.
W połowie 1999 roku Corino został zawodnikiem Espanyolu (Primera División). Na początku 2000 roku odszedł jednak stamtąd do Realu Sociedad (Primera División). Grał tam do końca sezonu 2000/2001, a potem przeniósł się do Rayo Vallecano. W sezonie 2002/2003 spadł z nim z Primera División do Segunda División. W 2004 roku zakończył karierę.
W Primera División rozegrał 180 spotkań i zdobył 12 bramek.

## Kariera reprezentacyjna
Corino występował w reprezentacji Hiszpanii U-18, U-19, U-21 oraz U-23.
W 1996 roku był członkiem reprezentacji na letnich igrzyskach olimpijskich, zakończonych przez Hiszpanię na ćwierćfinale.
W tym samym roku zagrał też na mistrzostwach Europy U-21.